# Strathmiglo
Strathmiglo, schottisch-gälisch: Srath Mioglach, ist eine Ortschaft in der schottischen Council Area Fife. Sie ist etwa acht Kilometer nordnordwestlich von Glenrothes und 13 km südöstlich von Perth gelegen. Im Jahre 2011 verzeichnete Strathmiglo 811 Einwohner.
Durch Strathmiglo fließt der Eden, der westlich des benachbarten Gateside durch den Zusammenfluss zweier Bäche entsteht. In früheren Zeiten versorgten die Händler von Strathmiglo den nahegelegenen Falkland Palace. Die Ortschaft entwickelte sich im 18. und 19. Jahrhundert als Standort der Textilindustrie. Durch die A91 ist Strathmiglo an das Straßennetz angeschlossen. Einst besaß es einen eigenen Bahnhof, welcher jedoch heute nicht mehr existiert.
Ein in den 1960er Jahren entdeckter, als  Torpfosten wiederverwendeter, Piktischer Symbolstein dessen eigentlicher Standort unbekannt ist, steht  nun an der Einfahrt zum Friedhof. Es ist eine einfache Säule, in die der Kopf eines Hirsches und eine Scheibe (oder ein Halbmond) mit eingekerbten Rechteck geschnitten ist. Der Stein stammt wahrscheinlich aus dem 7. Jahrhundert. Es gibt relativ wenige Symbolsteine in Fife.

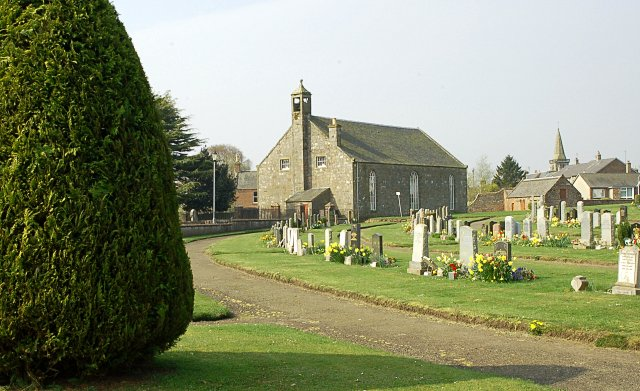
Kirche von Strathmiglo
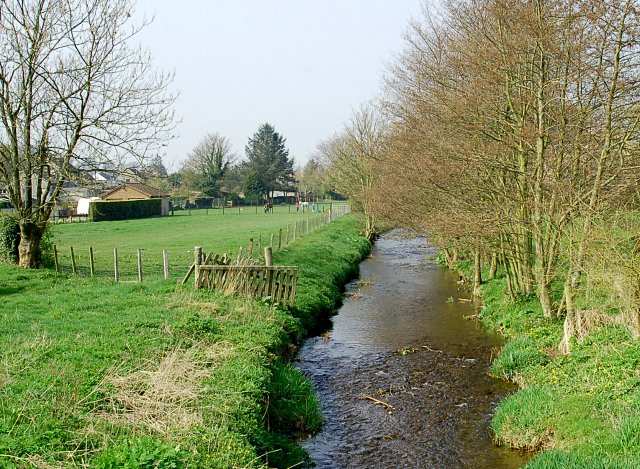
Der Eden in Strathmiglo